# Кривошеин, Дмитрий Александрович
Дмитрий Александрович Кривошеин (1905, Кирсанов, Тамбовская губерния — 1979, Москва) — советский государственный деятель, председатель Крымского (1946—1949) и Амурского (1949) облисполкомов.

## Биография
Родился в семье мещан. Член ВКП(б) с 1938 г.
В 1930 г. окончил Ленинградский сельскохозяйственный институт. Обучался (1936—1938) в аспирантуре при Азово-Черноморском сельскохозяйственном институте (не окончил).
Работал агрономом в Ташленском зерносовхозе (Оренбургская область), главным агрономом Александровского зерносовхоза (Ивановская Промышленная область), директор совхоза имени РККА (выделен из состава Александровского зерносовхоза).
- 1938—1939 гг. — заместитель председателя исполнительного комитета Ростовского областного Совета,
- 1939—1943 гг. — народный комиссар зерновых и животноводческих совхозов РСФСР, одновременно член коллегии Народного комиссариата совхозов СССР,
- 1943—1946 гг. — начальник Главного управления совхозов Юга Народного комиссариата совхозов СССР,
- 1946—1949 гг. — председатель исполнительного комитета Крымского областного Совета,
- июнь-ноябрь 1949 г. — председатель исполнительного комитета Амурского областного Совета. От этой работы был освобождён в связи с тем, что в августе 1949 г. было репрессировано большинство членов бюро Крымского обкома КПСС, а 2 сентября 1949 г. был арестован его сын Александр Кривошеин и осуждён по ст. 111 УК РСФСР на 10 лет.
- 1949—1950 г. — в распоряжении ЦК ВКП(б),
- 1950—1953 гг. — директор совхоза «Люберецкие поля орошения» (Московская область),
- 1953—1954 гг. — заместитель директора картофельного института,
- 1954—1959 гг. — директор совхоза «Варские» (Рязанская область),
- 1959—1961 гг. — заместитель директора Московского треста животноводческих совхозов.

С мая 1961 г. старший агроном-семеновод образцово-показательного хозяйства имени Моссовета.

## Награды и звания
Награждён орденами Ленина (1939) и Трудового Красного знамени (1945).